# Paul Welker
Paul Welker (auch Paul Welcker, Paul Walker, Paul Walter) war Großhändler, mehrmaliger Ratsherr und Bürgermeister (1495/96) von Posen.

## Biographisches
Der spätere Großhändler Hans Frenzel der Reiche ging mit dreizehn Jahren bei ihm von 1476 bis 1484 in Lehre, wobei sie gemeinsam auf Reisen nach Märkten in Polen, Preußen und Russland begaben. Paul Welker wurde mehrmals Ratsherr und im Jahr 1495 Bürgermeister in Posen.
Im Jahr 1501 sperrte er die Güter des Peter Rottenbecher aus Nürnberg, der ihm dreihundert Gulden schuldete. 1505 leistete er gemeinsam mit Mathias von Ende einem Friedrich Herdegen aus Nürnberg Bürgschaft, der, vertreten durch Georg Hoffmann, vom Generalstarosten Johann Zaremba verurteilt wurde, aufgrund einer ausstehenden Morgengabe an seine Schwester Barbara und einem Erbschaftsstreit mit seinem Schwiegerbruder Stenzel Helt nach dem 1505 erfolgten Tod seines Vaters Anthonius Herdegen an Stenzel Helt 2000 Gulden zu zahlen, was ein Jahr später auch geschah.